# Kungsmadskolan

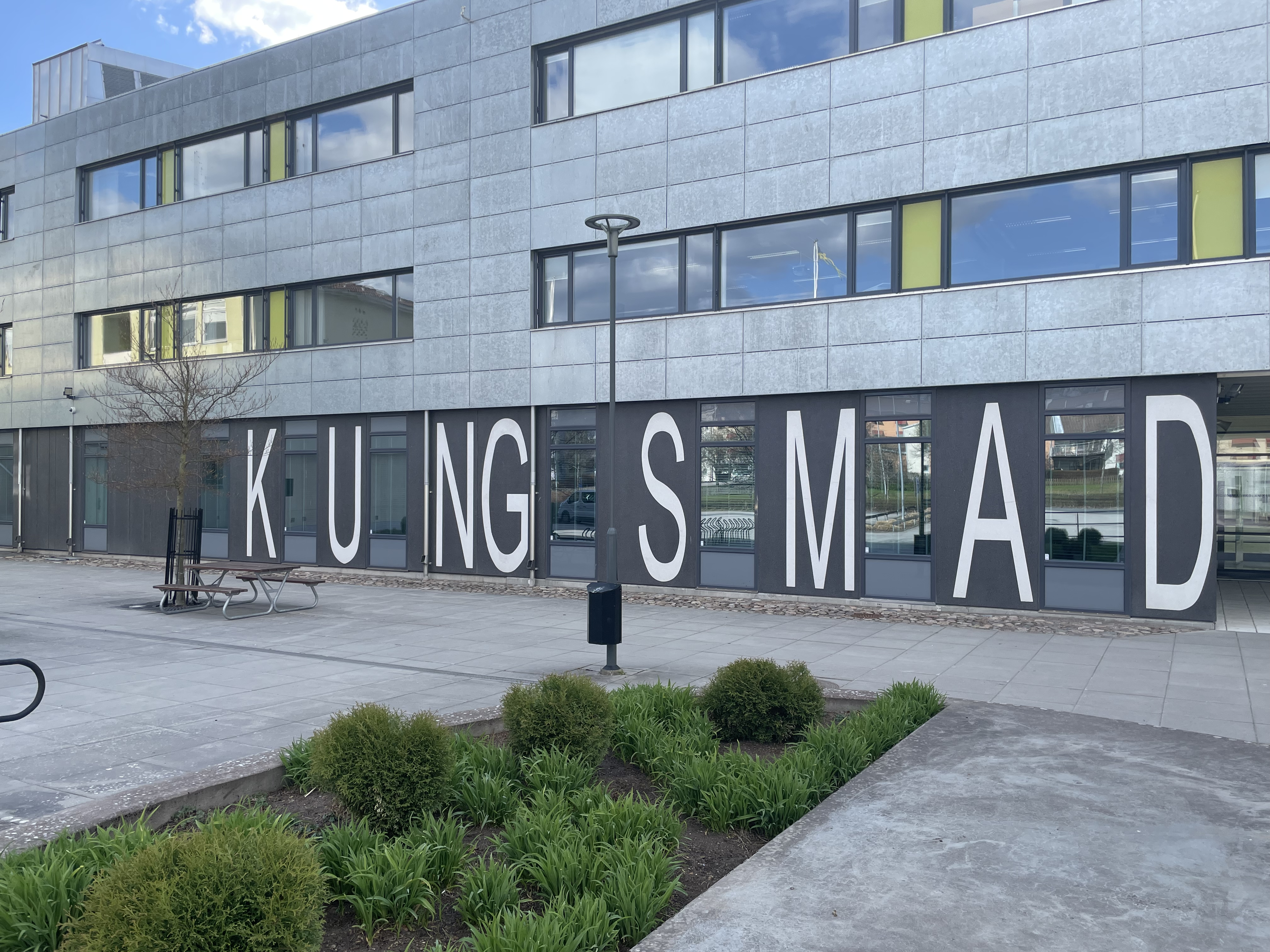
Kungsmadskolan i Växjö april 2023.

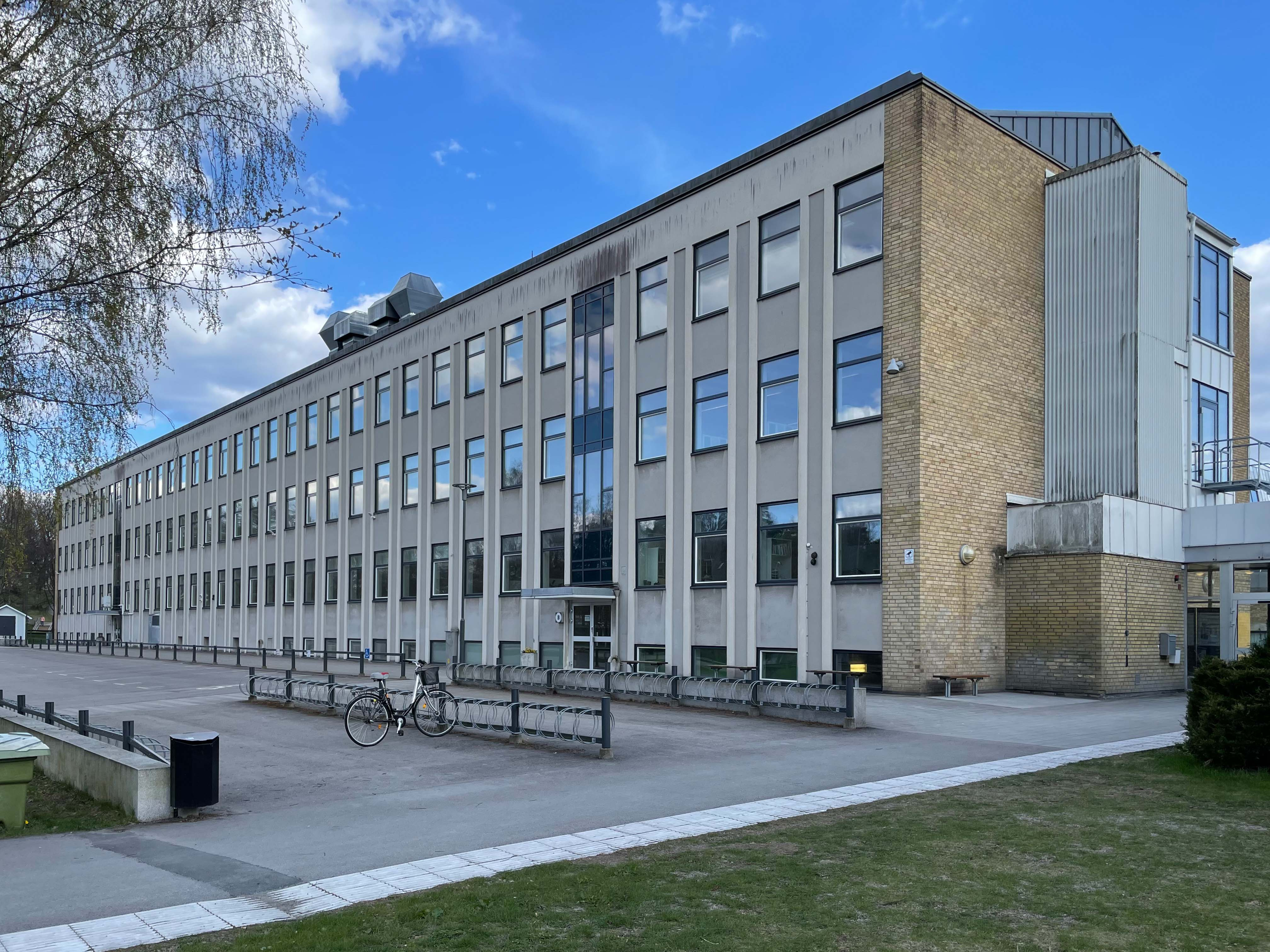
Kungsmadskolan, fasad mot Ekebovägen.

Kungsmadskolan är en kommunalt driven gymnasieskola i Växjö. Skolan har 1011 elever (2021). Den ligger norr om centrum i stadsdelen Hov.
Skolan har tio olika program, med olika inriktningar. De olika programmen är:
- Bygg- och anläggningsprogrammet
- Estetiska programmet
- Fordonsprogrammet
- Försäljnings- och serviceprogrammet
- Hantverksprogrammet
- Hotell- och turistprogrammet
- Industriprogrammet
- Restaurang- och livsmedelsprogrammet
- Samhällsvetenskapliga programmet.

Skolans arkitekt är Bent Jörgen Jörgensen som även ritat Utvandrarnas hus, Teleborgs kyrka och Båtsmanstorget i Växjö.